# سوپ کرفس
سوپ کرفس (به انگلیسی: celery soup) یک نوع از انواع سوپ هاست که مواد تشکیل دهنده آن آب گوشت یا مرغ، کرفس و بعضی اوقات جو، برنج، گوجه فرنگی، ذرت، جعفری خرد شده و امثال اینها متناسب با سلیقه شما می‌باشد. . سوپ کرفس دارای خواص درمانی فوق‌العاده ای می‌باشد و در فصول سرد سال که بیماری‌هایی مثل سرما خوردگی شیوع بیشتری دارند می‌تواند بسیار مفید باشد. یکی از خواص درمانی سوپ کرفس کاهش درد سرماخوردگی است و همچنین برای تناسب اندام بسیار مناسب است.
سوپ کرفس حاوی انواع مواد معدنی و ویتامینها به خصوص ویتامین‌های گروه ب می‌باشد و می‌تواند در جبران کمبود بدن از انواع این ویتامین‌ها کمک فراوانی نماید.

## طرز تهیه
ابتدا گوشت یا مرغ را همراه با پیاز خرد شده و نمک و ادویه کمی تفت می‌دهیم، سپس به آن آب اضافه کرده و می‌گذاریم تا گوشت یا مرغ کاملاً بپزد. سپس کرفس را کمی تفت داده و همراه آب مرغ یا گوشت، در قابلمه ریخته و می‌گذاریم تا سوپ جا بیفتد. در پخت سوپ کرفس متناسب با سلیقه خود می‌توانید سیب زمینی، گوجه فرنگی یا ذرت نیز اضافه نمایید.